# Oculudentavis
Oculudentavis – rodzaj gada żyjącego ok. 99 milionów lat temu w środkowej kredzie. Opisany w 2020 r. na podstawie odkrytego w 2016 r. przez Khaunga Ra fragmentu szkieletu (czaszki) zatopionej w bursztynie i odnalezionej w północnej Mjanmie. Jedyny znany gatunek rodzaju nazwano Oculudentavis khaungraae.
Na podstawie badań okazu autorzy uznali go za najbliżej spokrewniony z upierzonymi dinozaurami Archaeopteryx i Jeholornis i za najmniejszy znany rodzaj dinozaura ery mezozoicznej, porównywalny wielkością z koliberkiem hawańskim, który jest najmniejszym znanym gatunkiem współczesnego ptaka. Przy masie Oculudentavis szacowanej na 2 g był także sześciokrotnie mniejszy od innych znanych kopalnych ptaków i wielokrotnie lżejszy od znanych innych dinozaurów. Zaproponowana klasyfikacja rodzaju do teropodów wzbudziła kontrowersje – zdaniem części specjalistów wskazane byłoby zakwalifikowanie do grupy gadów nieobejmującej dinozaurów, np. drepanozaurów lub lepidozaurów, gdyż posiada on wiele cech nietypowych dla ptaków, a nawet szerzej – dla dinozaurów. Oczy u Oculudentavis są podobne do oczu współczesnych jaszczurek, posiadając w pierścieniu twardówkowym jaszczurzego kształtu kości.
Odnaleziona czaszka ma 15 mm, co pozwoliło oszacować długość ciała na ok. 63 mm. W wyniku analizy proporcji budowy czaszki wykazano podobieństwo jej budowy do współczesnych kolibrów, jednak kości czaszki Oculudentavis prezentują unikalny schemat łączenia. Zdaniem opisujących ten rodzaj, okaz reprezentuje ptasią budowę, z delikatnym, wysmukłym dziobem o schowanych nozdrzach, powiększonych oczodołach i sklepionej czaszce. Długość czaszki z wyłączeniem dziobu wynosi w zbadanym okazie 7,1 mm przy 8,8 mm średnio u koliberka miodowego. Na podstawie stopnia zrośnięcia kości czaszki potwierdzono również, że znaleziony okaz był osobnikiem dorosłym lub bliskim dorosłości.
Oculudentavis miał prawdopodobnie pierzaste skrzydła, jednak z powodu braku materiału kopalnego innego niż głowa nie ustalono, czy potrafił latać. Żywił się owadami, prowadząc dzienny tryb życia. Świadczą o tym stożkowato ułożone kości w pierścieniu twardówkowym wokół twardówki skutkujące małą źrenicą, sugerującą przystosowane do życia w dobrym oświetleniu i ostre zęby w żuchwie oraz szczęce, ciągnące się aż do wysokości oka. Ponieważ Oculudentavis ma więcej zębów niż inne wczesne ptaki z tego okresu, a także opierając się na badaniach pozostałości języka, autorzy pracy uznali go za drapieżnika polującego na bezkręgowce.
Odkrycie tego rodzaju wskazało na istnienie w dawnych ekosystemach zminiaturyzowanych gatunków kręgowców, które są możliwe do badania tylko w przypadku konserwacji w bursztynie; zwróciło także uwagę na niszę ekologiczną, o której istnieniu wcześniej nie wiedziano. Odkrycie wsparło także hipotezę, że pokłady bursztynu, z których znalezisko pochodzi, zostały uformowane na wyspie, ponieważ występowanie zminiaturyzowanych gatunków jest często charakterystyczne dla wysp.